# 일루미나타
《일루미나타》(이탈리아어: Illuminata)는 미국, 스페인, 일본에서 제작된 1998년 로맨틱 코미디 영화이다. 존 터투로가 연출, 공동 각본, 주연을 맡았다.

## 줄거리
세기 전환기에 한 뉴욕 극장 레퍼토리 극단의 소유주들이 상주 극작가의 새 작품을 올리기를 거부한다. 영화는 이후 무대 뒤에서 벌어지는 극적인 사건들을 따라간다.

## 출연
- 존 터투로
- 캐서린 보러위츠
- 베벌리 디앤절로
- 도널 매캔
- 조지나 케이츠
- 수전 서랜던
- 크리스토퍼 워컨
- 벤 거자라
- 루퍼스 슈얼
- 빌 어윈
- 아이다 터투로
- 로코 시스토
- 매슈 서스먼
- 조지 디첸조
- 윌리엄 프레스턴
- 콜 서더스
- 데이비드 손턴
- 아머데이오 터투로

## 기타 제작진
- 라인 제작: 캐럴 커디
- 협력 제작: 랜들 콜
- 배역: 토드 세일러
- 미술: 로빈 스탠드퍼
- 세트: 도나 해밀턴
- 의상: 도나 저카우스카